# NGC 5280
NGC 5280 is een elliptisch sterrenstelsel in het sterrenbeeld Jachthonden. Het hemelobject werd op 23 mei 1881 ontdekt door de Franse astronoom Édouard Jean-Marie Stephan.

## Synoniemen
- MCG 5-32-72
- ZWG 161.131
- NPM1G +30.0309
- PGC 48580